# 哈亨堡附近贝罗德
哈亨堡附近贝罗德是德国莱茵兰-普法尔茨州的一个市镇。总面积5.05平方公里，总人口571人，其中男性290人，女性281人（2011年12月31日），人口密度113人/平方公里。